# صموئيل بريك
صموئيل بريك هو سياسي أمريكي، ولد في 17 يوليو 1771 في بوسطن في الولايات المتحدة، وتوفي في 31 أغسطس 1862 في فيلادلفيا في الولايات المتحدة. نشط حزبياً في الحزب الفيدرالي الأمريكي. وقد انتخب عضو مجلس ولاية بنسيلفانيا ‏ وانتخب عضو مجلس نواب بنسيلفانيا ‏ وانتخب عضو مجلس النواب الأمريكي ‏.